# Prionapteryx argentescens
Prionapteryx argentescens là một loài bướm đêm trong họ Crambidae.